# Alexandre de Mascrany
Le chevalier Alexandre de Mascrany, Mascranny ou Mascrani, est un noble français de la première moitié du XVIIe siècle dont la famille est originaire du canton des Grisons en Suisse, famille arrivée dans la région de Lyon à la fin du XVIe siècle. Il est seigneur de Thunes conseiller du roi, trésorier général de France en la généralité de Lyon et prévôt des marchands de Lyon de 1642 à 1644. Il est le frère de Paul de Mascrany, également prévôt des marchands de 1667 à 1669.

## Biographie
Il est le fils de Paul de Mascrany, écuyer et seigneur de la Verrière et de Thunes, et de Françoise Pollalion, mariés le 23 août 1597 à Lyon. Le couple, outre Alexandre, a plusieurs enfants dont les dates de naissances ne sont pas toutes connues : Alexandre (baptisé le 6 décembre 1598), Paul (1601-1675), Barthélemy (date de naissance inconnue) et Dorothée (qui épousera Jean III Charrier en 1621 à Lyon).
Il épouse Cornélie Lumagne fille du banquier Jean-André (1564-1537) et sœur de Marie Lumagne
De 1642 à 1644, Alexandre de Mascrany  est prévôt des marchands de Lyon. C'est à ce titre qu'il participe au vœu des échevins de 1643 qui vise à prévenir Lyon de la peste qui sévit en Provence. Comme le rappelle René Mouterde M. le prévôt Mascranny et les échevins, ses collègues, se demandaient fréquemment, à l'hôtel de vile, ce qu'ils pourraient bien faire qui n'eût été déjà fait pour débarrasser enfin la ville de cet hôte insupportable » et encore M. Mascranny et ses collègues ne pouvaient pas ne pas avoir connaissance du vœu de l'Aumône générale et de son heureux succès. Il est tout simple qu'ils aient résolu d'aller, eux aussi, faire à Notre-Dame de Fourvière, leurs dévotions et prières, afin qu'elle veuille bien étendre à toute la ville, les effets de la maternelle bonté, dont l'enfance malheureuse avaient le premier sourire.
Il possède la Maison rouge connue également sous le nom de Hôtel Mascrani sur la place Bellecour dans lequel il reçoit le roi de France Louis XIV lors de sa venue en 1658 avec sa cour. Toutefois, l'hôtel est détruit par la suite mais les sources divergent quant à la date ou les circonstances. D'après une étude profonde sur la place Bellecour, l'hôtel Mascrani également appelé Maison rouge ou hôtel de la Valette devient un hôtel de voyageurs à la fin du XVIIIe siècle sous le nom d'Hôtel de Malte puis est détruit en 1863 pour l'élargissement de la rue Antoine-Saint-Exupéry, ancienne rue Alphonse-Fochier. Pour d'autres, l'hôtel serait détruit en 1793 dans les évènements consécutifs au siège de Lyon par les armées de la Convention.
En 1642, il est nommé conseiller d'État.
Il est le père de Paul de Mascrany est également prévôt des marchands de 1667 à 1669, situation plutôt rare de dynastie de prévôts à Lyon à cette période et de François de Mascrani qui obtient que la seigneurie de Paroi soit érigée en marquisat en juin 1685.
La famille Mascrany est connue pour ses membres collectionneurs d'art.

## Armoiries
De gueules à 3 fasces vivrées d'argent au chef cousu d'azur, chargé d'une aigle éployée d'argent (couronné d'or) concédée par un Empereur d'Allemagne, accostée à dextre d'une clef  du même (ou d'or)concédé par un  pape  et à senestre d'un casque du même  concédé par un duc de Milan, (pour certains de Modène), sur le tout  ou en cœur des trois fasces vivrées un écusson d'azur à une fleur de lys d'or concédé par Louis XIII en  1635 .Ces armes étaient gravées sur le fronton de l'église Saint-Laurent de Lyon.